# Hans Heß (Manager)

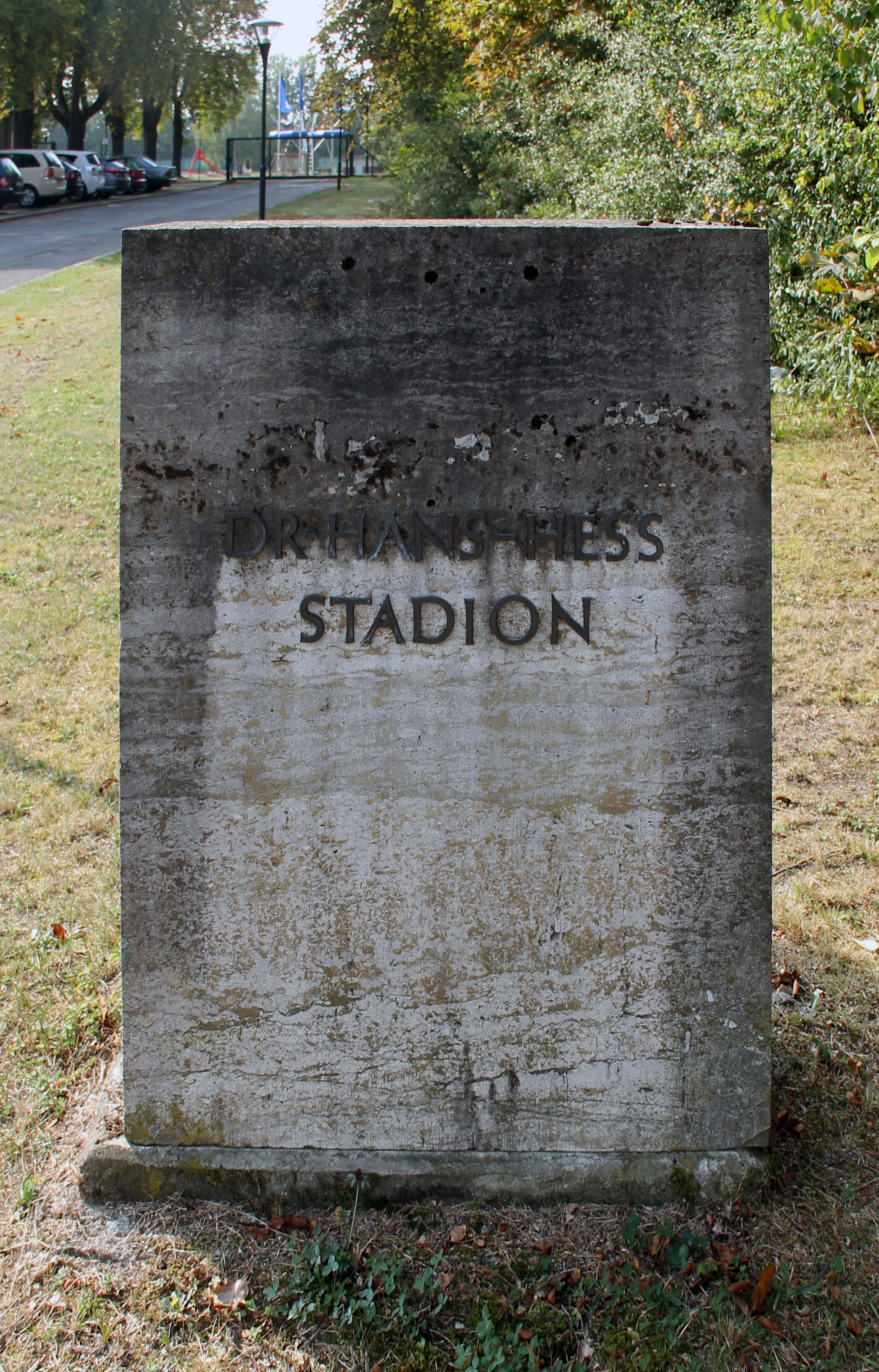
Gedenkstein am Dr. Hans-Hess-Stadion, Wildspitzweg 12, in Berlin-Mariendorf, 2016

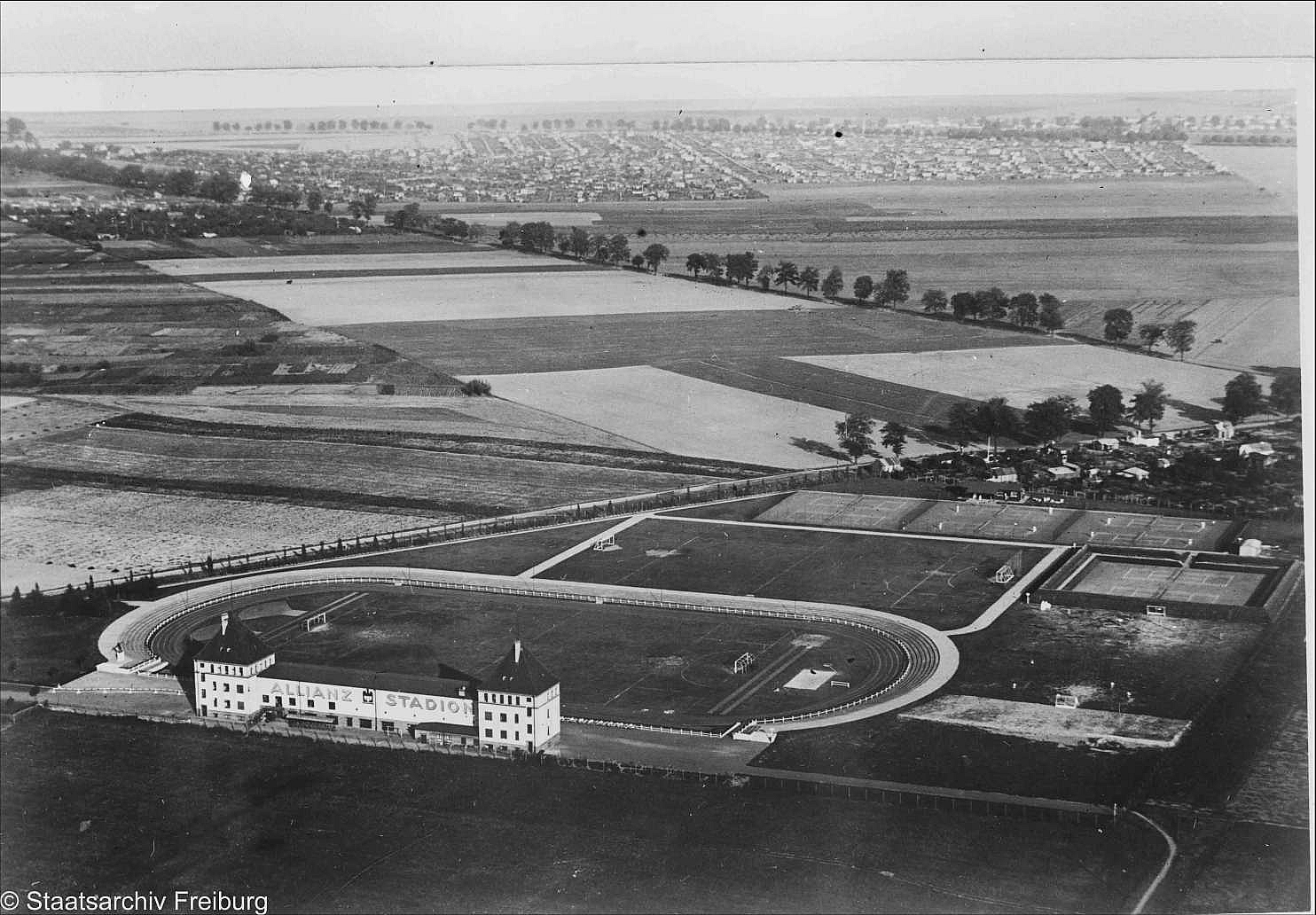
Allianz-Stadion in Berlin-Mariendorf, 1935

Hans Heß (* 24. März 1881 in Wengelsdorf; † 6. März 1957 in Wiesbaden) war ein deutscher Wirtschaftsführer.

## Werdegang
Hans Heß war der Sohn eines Versicherungsvermittlers aus Leipzig. Dort ging er auf das Gymnasium und schloss sein Jurastudium 1909 mit der Promotion zum Dr. jur. an der Universität Leipzig ab. Anschließend war er als Generalagent für Sachsen und Thüringen für die Winterthur-Versicherung tätig.
Heß war ab den 1910er Jahren für die Allianz AG tätig, wo er 1918 zunächst in den Vorstand und 1921 zum stellvertretenden Vorsitzenden unter Generaldirektor Kurt Schmitt aufrückte und ab der Gründung der Tochtergesellschaft Kraft-Versicherung AG 1918 in Kooperation mit der Münchener Rück und dem Kaiserlichen Automobil-Club den Spezialversicherer für Autoversicherungen als Direktor leitete. Schnell entwickelte sich der Autoversicherer, das 1922 im Zuge des „Gemeinschaftsvertrags“ zwischen Münchener Rück und der Allianz komplett an den seinerzeit in Berlin sitzenden Erstversicherer ging, zum Marktführer und profitierte 1939 von der Einführung der Kfz-Haftpflichtversicherung als Pflichtversicherung.
1933 wurde Heß, der parallel weiterhin an der Spitze der Kraft-Versicherung stand, Nachfolger Schmitts an der Spitze der Allianz, als dieser unter Adolf Hitler Reichswirtschaftsminister wurde. Heß wahrte ein sehr distanziertes Verhältnis zu den Nationalsozialisten; im Gegensatz zu anderen deutschen Geschäftsführern war er nicht Mitglied der NSDAP. Hans Heß konzentrierte sich auf Fragen der Mikroökonomie und schuf dabei eine effiziente und langfristig tragfähige Struktur des Konzerns. Seine Arbeit legte somit die Grundlage des heutigen Globalen Unternehmens Allianz. Heß leitete den Konzern bis 1948. Anschließend war er bis 1954 Vorsitzender des Aufsichtsrates.
Heß war Mitglied der Alten Leipziger Landsmannschaft Afrania.
Nach ihm wurden Stadien in Berlin-Mariendorf (Dr.-Hans-Hess-Stadion, 1931 als Allianz-Stadion eröffnet) und Leipzig-Probstheida (1943, das heutige Bruno-Plache-Stadion), benannt. Die höchste Stufe der Ehrung von Vertriebsleistungen in der Allianz ist die Mitgliedschaft im Dr.-Hans-Heß-Club, die ebenfalls nach ihm benannt wurde.